# Эужениу-ди-Кастру (Риу-Гранди-ду-Сул)
Эужениу-ди-Кастру (порт. Eugênio de Castro)  —  муниципалитет в Бразилии, входит в штат Риу-Гранди-ду-Сул. Составная часть мезорегиона Северо-запад штата Риу-Гранди-ду-Сул. Входит в экономико-статистический  микрорегион Санту-Анжелу. Население составляет 3144 человека на 2006 год. Занимает площадь 419,376 км². Плотность населения — 7,5 чел./км².
Праздник города — 29 апреля.

## История
Город основан 29 апреля 1988 года. 

## Статистика
- Валовой внутренний продукт на 2003 составляет 60.935.356,00 реалов (данные: Бразильский институт географии и статистики).
- Валовой внутренний продукт на душу населения на 2003 составляет 18.912,28 реалов (данные: Бразильский институт географии и статистики).
- Индекс развития человеческого потенциала на 2000 составляет 0,765 (данные: Программа развития ООН).

## География
Климат местности: субтропический гумидный.